# Férfi egyéni tőrvívás az 1900. évi nyári olimpiai játékokon
A Párizsban megrendezett 1900. évi nyári olimpiai játékokon a férfi egyéni tőrvívás egyike volt a hét vívószámnak. 54 vívó indult 10 nemzetből.

## Eredmények

### Első kör
| 1900. május 14. | 1900. május 14.                                     | 1900. május 14.                        |
| Menet           | Első vívó                                           | Második vívó                           |
| --------------- | --------------------------------------------------- | -------------------------------------- |
| 1               | Mauricio Ponce de Léon · Spanyolország (ESP)        | Félix Debax · Franciaország (FRA)      |
| 2               | Georges Dillon-Kavanagh · Franciaország (FRA)       | Paul Robert · Svájc (SUI)              |
| 3               | Carlos de Candamo · Peru (PER)                      | Albert Cahen · Franciaország (FRA)     |
| 4               | Henri Masson · Franciaország (FRA)                  | Olivier Collarini · Olaszország (ITA)  |
| 5               | Robert Marc · Franciaország (FRA)                   | G. Bélot · Franciaország (FRA)         |
| 6               | Martini · Franciaország (FRA)                       | Henri Jobier · Franciaország (FRA)     |
| 7               | Tony Smet · Belgium (BEL)                           | Charles Guérin · Franciaország (FRA)   |
| 8               | Ferrand · Franciaország (FRA)                       | Prospère Sénat · Franciaország (FRA)   |
| 9               | Taillefert · Franciaország (FRA)                    | Grossard · Franciaország (FRA)         |
| 10              | Calvet · Franciaország (FRA)                        | Emil Fick · Svédország (SWE)           |
| 11              | Adrien Guyon · Franciaország (FRA)                  | Palardi · Olaszország (ITA)            |
| 12              | Jactel · Franciaország (FRA)                        | Giuseppe Giurato · Olaszország (ITA)   |
| 13              | Claude de Boissière · Franciaország (FRA)           | Gardiès · Franciaország (FRA)          |
| 14              | Léon Thiébaut · Franciaország (FRA)                 | F. Weill · Egyesült Államok (USA)      |
| 15              | Fedreghini · Olaszország (ITA)                      | Piot · Franciaország (FRA)             |
| 16              | Heinrich Rischtoff · Ausztria (AUT)                 | Pélabon · Franciaország (FRA)          |
| 17              | Jean Weill · Svájc (SUI)                            | Passerat · Franciaország (FRA)         |
| 18              | André Corvington · Haiti (HAI)                      | Fouchier · Franciaország (FRA)         |
|                 |                                                     |                                        |
| 1900. május 15. |                                                     |                                        |
| Menet           | Első vívó                                           | Második vívó                           |
| 19              | Pierre Georges Louis d’Hugues · Franciaország (FRA) | Émile Coste · Franciaország (FRA)      |
| 20              | Rudolf Brosch · Ausztria (AUT)                      | Marcel Boulenger · Franciaország (FRA) |
| 21              | H. Valarche · Franciaország (FRA)                   | de Saint-Aignan · Franciaország (FRA)  |
| 22              | Plommet · Franciaország (FRA)                       | van der Stoppen · Ausztria (AUT)       |
| 23              | Perrissoud · Franciaország (FRA)                    | Soudois · Franciaország (FRA)          |
| 24              | E. Ducrot · Franciaország (FRA)                     | Gauthier · Franciaország (FRA)         |
| 25              | André de Schonen · Franciaország (FRA)              | Paul Leroy · Franciaország (FRA)       |
| 26              | Jean-Joseph Renaud · Franciaország (FRA)            | Eugène Bergès · Franciaország (FRA)    |
| 27              | Wattelier · Franciaország (FRA)                     | Georges Bergès · Franciaország (FRA)   |

### Negyeddöntők
| 16 May 1900 | 16 May 1900                                         | 16 May 1900                                  |
| Menet       | Első vívó                                           | Második vívó                                 |
| ----------- | --------------------------------------------------- | -------------------------------------------- |
| 1           | Jean-Joseph Renaud · Franciaország (FRA)            | Félix Debax · Franciaország (FRA)            |
| 2           | Claude de Boissière · Franciaország (FRA)           | Adrien Guyon · Franciaország (FRA)           |
| 3           | Henri Masson · Franciaország (FRA)                  | Carlos de Candamo · Peru (PER)               |
| 4           | Tony Smet · Belgium (BEL)                           | de Saint-Aignan · Franciaország (FRA)        |
| 5           | Charles Guérin · Franciaország (FRA)                | Eugène Bergès · Franciaország (FRA)          |
| 6           | André de Schonen · Franciaország (FRA)              | Plommet · Franciaország (FRA)                |
| 7           | Pierre Georges Louis d’Hugues · Franciaország (FRA) | Prospère Sénat · Franciaország (FRA)         |
| 8           | Émile Coste · Franciaország (FRA)                   | Paul Robert · Svájc (SUI)                    |
| 9           | Marcel Boulenger · Franciaország (FRA)              | Albert Cahen · Franciaország (FRA)           |
| 10          | E. Ducrot · Franciaország (FRA)                     | Jactel · Franciaország (FRA)                 |
| 11          | Georges Dillon-Kavanagh · Franciaország (FRA)       | Perissoud · Franciaország (FRA)              |
| 12          | Rudolf Brosch · Ausztria (AUT)                      | H. Valarche · Franciaország (FRA)            |
| 13          | G. Bélot · Franciaország (FRA)                      | Calvet · Franciaország (FRA)                 |
| 14          | Ferrand · Franciaország (FRA)                       | Robert Marc · Franciaország (FRA)            |
| 15          | Taillefert · Franciaország (FRA)                    | Martini · Franciaország (FRA)                |
| 16          | Henri Jobier · Franciaország (FRA)                  | Olivier Collarini · Olaszország (ITA)        |
| 17          | Léon Thiébaut · Franciaország (FRA)                 | Mauricio Ponce de Léon · Spanyolország (ESP) |
| —           | Soudois · Franciaország (FRA)                       | Nem indult                                   |
| —           | van der Stoppen · Ausztria (AUT)                    | Nem indult                                   |
| —           | Wattelier · Franciaország (FRA)                     | Nem indult                                   |

### Vígaszág
| Vívó                                                |
| --------------------------------------------------- |
| G. Bélot · Franciaország (FRA)                      |
| Eugène Bergès · Franciaország (FRA)                 |
| Rudolf Brosch · Ausztria (AUT)                      |
| Georges Dillon-Kavanagh · Franciaország (FRA)       |
| Pierre Georges Louis d’Hugues · Franciaország (FRA) |
| Prospère Sénat · Franciaország (FRA)                |
| de Saint-Aignan · Franciaország (FRA)               |
| Carlos de Candamo · Peru (PER)                      |
| Ferrand · Franciaország (FRA)                       |
| Henri Jobier · Franciaország (FRA)                  |
| Plommet · Franciaország (FRA)                       |
| André de Schonen · Franciaország (FRA)              |
| Taillefert · Franciaország (FRA)                    |
| Léon Thiébaut · Franciaország (FRA)                 |

### Elődöntők
| A csoport | A csoport                                           | A csoport  | A csoport  |
| Helyezés  | Név                                                 | Győzelmek  | Vereségek  |
| --------- | --------------------------------------------------- | ---------- | ---------- |
| 1         | Émile Coste · Franciaország (FRA)                   | 7          | 0          |
| 2         | Henri Masson · Franciaország (FRA)                  | 5          | 2          |
| 3         | Prospère Sénat · Franciaország (FRA)                | 5          | 2          |
| 4         | Rudolf Brosch · Ausztria (AUT)                      | 3          | 4          |
| 5         | Charles Guérin · Franciaország (FRA)                | 3          | 4          |
| 6         | Claude de Boissière · Franciaország (FRA)           | 2          | 5          |
| 7         | G. Bélot · Franciaország (FRA)                      | 2          | 5          |
| 8         | Tony Smet · Belgium (BEL)                           | 1          | 6          |
|           |                                                     |            |            |
| B csoport |                                                     |            |            |
| Helyezés  | Név                                                 | Győzelmek  | Vereségek  |
| 1         | Marcel Boulenger · Franciaország (FRA)              | Ismeretlen | Ismeretlen |
| 2         | Félix Debax · Franciaország (FRA)                   | Ismeretlen | Ismeretlen |
| 3         | Pierre Georges Louis d’Hugues · Franciaország (FRA) | Ismeretlen | Ismeretlen |
| 4         | Georges Dillon-Kavanagh · Franciaország (FRA)       | Ismeretlen | Ismeretlen |
| 5         | Jean-Joseph Renaud · Franciaország (FRA)            | Ismeretlen | Ismeretlen |
| 6         | Adrien Guyon · Franciaország (FRA)                  | Ismeretlen | Ismeretlen |
| 7         | E. Ducrot · Franciaország (FRA)                     | Ismeretlen | Ismeretlen |
| 8         | Eugène Bergès · Franciaország (FRA)                 | Ismeretlen | Ismeretlen |

### Vígaszcsoport
| Helyezés | Név                                       |
| -------- | ----------------------------------------- |
| 1 (9.)   | Claude de Boissière · Franciaország (FRA) |
| 2 (10.)  | Eugène Bergès · Franciaország (FRA)       |
| 3 (11.)  | de Saint-Aignan · Franciaország (FRA)     |
| 4 (12.)  | G. Bélot · Franciaország (FRA)            |
| 5 (13.)  | E. Ducrot · Franciaország (FRA)           |
| 6 (14.)  | Tony Smet · Belgium (BEL)                 |
| 7 (15.)  | Adrien Guyon · Franciaország (FRA)        |
| 8 (16.)  | Charles Guérin · Franciaország (FRA)      |

### Döntő
| Helyezés | Név                                                 | Győzelem | Vereség |
| -------- | --------------------------------------------------- | -------- | ------- |
| Arany    | Émile Coste · Franciaország (FRA)                   | 6        | 1       |
| Ezüst    | Henri Masson · Franciaország (FRA)                  | 5        | 2       |
| Bronz    | Marcel Boulenger · Franciaország (FRA)              | 4        | 3       |
| 4        | Félix Debax · Franciaország (FRA)                   | 4        | 3       |
| 5        | Pierre Georges Louis d’Hugues · Franciaország (FRA) | 3        | 4       |
| 6        | Prospère Sénat · Franciaország (FRA)                | 3        | 4       |
| 7        | Georges Dillon-Kavanagh · Franciaország (FRA)       | 2        | 5       |
| 8        | Rudolf Brosch · Ausztria (AUT)                      | 1        | 6       |